# Feldeisenbahndirektion 4
Feldeisenbahndirektion 4 (FBD 4) sattes upp den 10 maj 1941 i Wehrkreis XX som en förberedelse för den kommande invasionen av Sovjetunionen, Operation Barbarossa. Feldeisenbahndirektion var en typ av högre förband med järnvägstrupper som sattes upp för att sätta erövrade järnvägarna i drift för att kunna föra fram förnödenheter till stridande förband. Förbandet förfogade över administrativ personal, verkstadsförband för reparation av rullande material och järnvägsingenjörsförband för att kunna konvertera sovjetiska järnvägslinjer med spårvidden 1524 mm till den europeiska spårvidden 1435 mm. Detta för att kunna reparera och konvertera erövrade sovjetiska järnvägslinjer samt organisera driften av dessa, men man hade inte resurser att bemanna tåg och stationer utan där fick man förlita sig på civilpersonal som oftast hade jobbat vid sovjetiska statsjärnvägen innan kriget. Den 23 mars 1942 fick förbandet beteckningen Feldeisenbahn-Kommando 4. I januari 1943 ansvarade man för transporter i ett område på 61 000 kvadratkilometer, med en linjelängd på 1219 kilometer. Samtidigt hade man personalstyrka på 25 964 man varav 8 736 var tysk personal. Den 4 mars 1944 inlemmades förbandet i Feldeisenbahn-Regiment 4.

## Verksamhet
Förbandet sattes upp för att stödja armégrupp Nord i framryckningen genom Baltikum mot Leningrad. Ursprungligen skulle FBD 1 understödja armégrupp Nord men kom att dras tillbaka och användas för kampanjen på Balkan. Eftersom de baltiska staterna som nyligen hade inlemmats i Sovjet Unionen till stora delar hade kvar sitt normalspåriga järnvägsnät blev konverterings arbetet betydlig mer lättsamt för FBD 4 jämfört med de övriga järnvägsförbanden som ansvarade för konverteringen av järnvägsnätet i de äldre sovjetrepublikerna. Allteftersom järnvägslinjer konverterades och hamnade längre bort från frontlinjen överläts ansvaret för dessa till HBD Nord i Riga.